# Търговска гимназия „Княз Симеон Търновски“
Търговската гимназия „Княз Симеон Търновски“ е средно професионално училище в град Стара Загора, основано на 15 септември 1921 г.

## История
Търговската гимназия в Стара Загора е първото професионално училище в Стара Загора и едно от най-старите професионални училища в България. Създадена е от индустриалците Слави Абанозов, Георги Сандев и Сотир Новачков със съдействието на Търговско-индустриалната палата. На 15 септември 1921 г., в изпълнение на Заповед No 7180 на Министерството на търговията, промишлеността и труда, официално отваря врати първото професионално учебно заведение в региона на Стара Загора – Смесено нисше училище за търговия и кооперативно дело. Първият випуск е от 104 момчета и 13 девойки, като числеността до учебната 1943/1944 г. нараства на 630 ученици, от които 68 девойки.
През 1924 г. за директор е назначен Слави Абанозов, който управлява училището 21 години. Под негово ръководство гимназията придобива авторитет на едно от най-добрите професионални училища в страната. Училището става популярно като „Абанозовата гимназия“.
По повод 50-годишнината си, училището е наградено с орден „Кирил и Методий“ – I степен, с Указ №1055 от 19 май 1972 г.
В годината, в която гимназията чества 100-годишен юбилей, педагогическият колектив е отличен с Награда „Стара Загора“.
През годините учебното заведение носи различни имена:
- 1921 (15 септември) – Смесено нисше училище за търговия и кооперативно дело
- 1923 (12 септември) – Смесена търговска гимназия
- 1937 (2 август) – Смесена търговска гимназия „Симеон, княз Търновски“ (в чест на раждането на Симеон Сакскобургготски)
- 1944 – гимназията става държавна
- 1951 (13 август) – Стопански техникум
- 1953 (май) – Икономически техникум „9-и септември“
- 1983 – Икономически техникум „Кръстьо Добрев“ (на името на министъра на търговията и продоволствието в периода 1947 – 1950 Кръстьо Добрев)
- 1989 – Техникум по икономика
- 1996 (10 октомври) – Търговска гимназия
- 2000 (16 юни) – Търговска гимназия „Княз Симеон Търновски“ (старото име е върнато по инициатива на училищното настоятелство)

### Директори
Директори през годините са:
| № | Директор         | Период                                 |
| - | ---------------- | -------------------------------------- |
| 1 | Сотир Новачков   | IX.1921 – IX.1922                      |
| – | Георги Сандев    | IX.1922 – XI.1922 (временен заместник) |
| – | Георги Михайлов  | XI.1922 – IX.1924 (временен заместник) |
| 2 | Слави Абанозов   | 1924 – 1945                            |
| 3 | Димитър Стойков  | 9.XI.1945 – 1951                       |
| 4 | Стефан Станчев   | 1951 – 1978                            |
| 5 | Стефанка Златева | 1978 – 1991                            |
| 6 | Стоян Стоянов    | 1992 – 2010                            |
| 7 | Снежана Танева   | 2011 до наши дни                       |

## Материална база
Училището разполага с 22 класни стаи, три компютърни кабинети, два учебно-тренировъчни центъра, физкултурен салон, открита спортна площадка.
В началото на 2018 г. гимназията е напълно реновирана по Оперативна програма „Региони в растеж 2014 – 2020“ в размер на 1,4 млн. лв. Обновени по европейски стандарти са всички стаи, коридори, дограма, санитарни възли, физкултурен салон и училищен двор.
Новосъздадена е малка спортна зала, пригодена за фитнес, тенис на маса и индивидуални спортове.
Напълно обновен е и дворът на гимназията. Разгърнат на близо 3000 м2, той включва парк и спортна площадка за волейбол и баскетбол, където се провеждат учебните спортни занимания.

### Училищна сграда
След основаването си училището няма собствена сграда и се помещава в частни къщи. През 1939 г. е предоставена сегашната сграда. След 1945 временно изпълнява функцията на военна болница. След 9 септември 1944 сградата е национализирана по закона за едрата градска собственост, а след демократичните промени през 1989 г. е реституирана. През 2016 г. Община Стара Загора закупува за 800 000 лв. реституираните на частните собственици 2/3 от цялата сграда и дворно място от близо 3000 м2. Това позволява последвалото през 2017 г. пълно реновиране на сградата и прилежащите площи.

## Училищни формации
Гимназията има свои фанфарен оркестър, мажоретен състав и вокална група. Всяка година участва в общинските празненства и ученически спортни прояви.
През март 1999 г. тържествено е открита първата „Учебно-тренировъчна фирма“. „Учебно-тренировъчни фирми“ от гимназията ежегодно участва и печели призови места в национални и международни олимпиади, панаири и конкурси.

## Специалности
Специалности след завършен седми клас:
- Икономика и мениджмънт
- Оперативно счетоводство
- Бизнес администрация
- Банково дело
- Застрахователно и осигурително дело
- Митническа и данъчна администрация
- Икономическа информатика
- Електронна търговия
- Търговия на едро и дребно

## Празници
- Професионален празник (6 декември) – Никулден – ден на търговците и банкерите
- Патронен празник (16 юни) – рожденият ден на Симеон Сакскобургготски

## Възпитаници
Възпитаници на гимназията са редица известни политици, икономисти и общественици от страната и града. Сред тях са:
- Васил Радомиров – театрален актьор
- Кольо Парамов – български финансов експерт и политик
- Тянко Йорданов – бивш учител в гимназията, географ и водещ на телевизионното предаване „Атлас“